# Blaze of Glory
Blaze of Glory è il primo album in studio di Jon Bon Jovi da solista, pubblicato nel 1990 dalla Mercury Records.

## Il disco
Si tratta di un concept album, contenente diverse canzoni pensate per il film Young Guns II - La leggenda di Billy the Kid. Jon Bon Jovi fu inizialmente contattato dal suo amico Emilio Estevez, che gli chiese di prestargli Wanted Dead or Alive dei Bon Jovi come colonna sonora per l'imminente seguito di Young Guns - Giovani pistole, ma questi pensò che sarebbe stato meglio comporre un tema tutto nuovo per il film, e così consegnò a Estevez il suo primo album da solista (appunto Blaze of Glory). Il disco vede la partecipazione di ospiti di profilo altissimo, quali Elton John, Little Richard, e Jeff Beck. Blaze of Glory ebbe anche notevole successo commerciale e di critica, e riuscì a raggiungere la terza posizione nelle classifiche degli Stati Uniti, dove fu premiato con due dischi di platino. Nel Regno Unito, invece, dove si piazzò secondo, fu certificato disco d'oro.
L'album si concentra principalmente sul tema della redenzione e, particolarmente, sui vari errori commessi dagli uomini nel passato. Un altro tema portante del disco è quello di cercare sempre di far sentire la propria voce nel mondo. Jon Bon Jovi ha affermato nel DVD del box-set 100,000,000 Bon Jovi Fans Can't Be Wrong come inizialmente riteneva l'album solamente un tributo a Billy the Kid e Pat Garrett di Young Guns II, ma successivamente si è reso conto come queste due figure in realtà riflettano in qualche modo il brutto posto in cui si trovava in quel momento.
Per la realizzazione del disco, Jon ha affermato di essersi ispirato al film Pat Garrett e Billy Kid di Sam Peckinpah. Datata 1973, tale pellicola è nota per avere come colonna sonora uno dei brani più famosi della storia della musica: Knockin' on Heaven's Door di Bob Dylan (tra le maggiori influenze di Bon Jovi stesso).

## Tracce
Testi e musiche di Jon Bon Jovi, eccetto dove indicato.
1. Billy Get Your Guns – 4:50
2. Miracle – 5:20
3. Blaze of Glory – 5:35 (Bon Jovi, Danny Kortchmar)
4. Blood Money – 2:34
5. Santa Fe – 5:42
6. Justice in the Barrel – 6:48
7. Never Say Die – 4:54
8. You Really Got Me Now – 2:24
9. Bang a Drum] – 4:44
10. Dyin' Ain't Much of a Livin – 4:46
11. Guano City – 1:16 (Alan Silvestri)

- Il testo della canzone Santa Fe è stato citato dallo scrittore Nick Hornby nel libro Un ragazzo del 1998. Tale brano, inoltre, viene menzionato anche nel film Alta fedeltà di Stephen Frears.

## Formazione
- Jon Bon Jovi – voce, seconda voce, chitarra, tastiere, armonica a bocca, produttore
- Kenny Aronoff – batteria, percussioni
- Jeff Beck – chitarra solista
- Robbin Crosby – chitarra
- Bob Glaub – basso
- Randy Jackson – basso
- Rob Jacobs – ingegnere del suono
- Elton John – pianoforte, seconda voce
- Danny Kortchmar – chitarra, produttore
- Myrna Matthews – seconda voce
- Aldo Nova – chitarra, tastiere, tamburello
- Lou Diamond Phillips – voce
- Little Richard- pianoforte, voce
- Alan Silvestri – arrangiatore
- Benmont Tench – organo Hammond, pianoforte
- Maxine Waters – seconda voce
- Waddy Wachtel - chitarra

## Classifiche

### Classifiche settimanali
| Classifica (1990) | Posizione massima |
| ----------------- | ----------------- |
| Australia         | 2                 |
| Austria           | 1                 |
| Norvegia          | 4                 |
| Nuova Zelanda     | 3                 |
| Regno Unito       | 2                 |
| Stati Uniti       | 3                 |
| Svezia            | 1                 |
| Svizzera          | 4                 |

### Classifiche di fine anno
| Classifica (1990) | Posizione |
| ----------------- | --------- |
| Australia         | 34        |
| Austria           | 21        |
| Canada            | 20        |
| Svizzera          | 18        |